# Себастьян Крістофоро
Себастьян Крістофоро (ісп. Sebastián Cristóforo, нар. 23 серпня 1993, Монтевідео) — уругвайський футболіст, опорний півзахисник іспанської «Жирони».

## Клубна кар'єра
Народився 23 серпня 1993 року в місті Монтевідео. Вихованець футбольної школи клубу «Пеньяроль». Дорослу футбольну кар'єру розпочав 2011 року в основній команді того ж клубу, в якій провів два з половиною сезони, взявши участь у 44 матчах чемпіонату.  Більшість часу, проведеного у складі «Пеньяроля», був основним гравцем команди.
11 серпня 2013 року перебрався до Європи, уклавши п'ятирічний контракт з іспанською «Севільєю». В дебютному сезоні в Іспанії встиг взяти участь у 21 грі в різних турнірах доки у березні 2013 року не отримав важку травму коліна. Попри те, що значну частину часу, проведеного у «Севільї», займався відновлюванням після травм, встиг взяти участь у кожній з трьох єврокубкових кампаній, в яких севільська команда тричі поспіль ставала переможцем Ліги Європи УЄФА.
У серпні 2016 року на умовах річної оренди з обов'язковим наступним викупом приєднався до італійської «Фіорентини». У складі «фіалок» використовувався як гравець ротації. Згодом сезон 2018/19 провів в оренді в іспанському «Хетафе», а першу половину 2020 року — в «Ейбарі».
5 жовтня 2020 року уклав однорічну угоду із ще однією іспанською командою — «Жироною», представником Сегунди.
15 січня 2022 року у статусі вільного агента перейшов до іспанського «Картахена».

## Виступи за збірну
2013 року залучався до складу молодіжної збірної Уругваю. На молодіжному рівні зіграв у 15 офіційних матчах, забив 1 гол.

## Статистика виступів

### Статистика клубних виступів
Станом на 28 липня 2020
| Сезон                  | Клуб                   | Чемпіонат              | Чемпіонат | Чемпіонат | Національний кубок | Національний кубок | Національний кубок | Континентальні кубки | Континентальні кубки | Континентальні кубки | Суперкубки | Суперкубки | Суперкубки | Усього | Усього |
| Сезон                  | Клуб                   | Ліга                   | Ігор      | Голів     | Ліга               | Ігор               | Голів              | Ліга                 | Ігор                 | Голів                | Ліга       | Ігор       | Голів      | Ігор   | Голів  |
| ---------------------- | ---------------------- | ---------------------- | --------- | --------- | ------------------ | ------------------ | ------------------ | -------------------- | -------------------- | -------------------- | ---------- | ---------- | ---------- | ------ | ------ |
| 2010–11                | «Пеньяроль»            | ПД                     | 1         | 0         | -                  | -                  | -                  | КЛ                   | -                    | -                    | -          | -          | -          | 1      | 0      |
| 2011–12                | «Пеньяроль»            | ПД                     | 22        | 1         | -                  | -                  | -                  | КЛ                   | 8                    | 0                    | -          | -          | -          | 30     | 1      |
| 2012–13                | «Пеньяроль»            | ПД                     | 21        | 0         | -                  | -                  | -                  | КЛ                   | 6                    | 0                    | -          | -          | -          | 27     | 0      |
| Усього за «Пеньяроль»  | Усього за «Пеньяроль»  | Усього за «Пеньяроль»  | 44        | 1         |                    | -                  | -                  |                      | 14                   | 0                    |            | -          | -          | 58     | 1      |
| 2013–14                | «Севілья»              | ПД                     | 12        | 0         | КІ                 | 2                  | 0                  | ЛЄ                   | 7                    | 0                    | -          | -          | -          | 21     | 0      |
| 2014–15                | «Севілья»              | ПД                     | 0         | 0         | КІ                 | 2                  | 0                  | ЛЄ                   | 0                    | 0                    | СУ         | -          | -          | 2      | 0      |
| 2015–16                | «Севілья»              | ПД                     | 21        | 0         | КІ                 | 6                  | 0                  | ЛЧ+ЛЄ                | 0+6                  | 0                    | СУ         | 0          | 0          | 33     | 0      |
| Усього за «Севілью»    | Усього за «Севілью»    | Усього за «Севілью»    | 33        | 0         |                    | 10                 | 0                  |                      | 13                   | 0                    |            | 0          | 0          | 56     | 0      |
| 2016–17                | «Фіорентина»           | A                      | 19        | 0         | КІ                 | 2                  | 0                  | ЛЄ                   | 6                    | 1                    | -          | -          | -          | 27     | 1      |
| 2017–18                | «Фіорентина»           | A                      | 7         | 0         | КІ                 | 0                  | 0                  | -                    | -                    | -                    | -          | -          | -          | 7      | 0      |
| 2018–19                | «Хетафе»               | ПД                     | 15        | 0         | КІ                 | 5                  | 0                  | -                    | -                    | -                    | -          | -          | -          | 20     | 0      |
| 2019-січ. 2020         | «Фіорентина»           | A                      | 1         | 0         | КІ                 | 0                  | 0                  | -                    | -                    | -                    | -          | -          | -          | 1      | 0      |
| Усього за «Фіорентину» | Усього за «Фіорентину» | Усього за «Фіорентину» | 27        | 0         |                    | 2                  | 0                  |                      | 6                    | 1                    |            |            |            | 35     | 1      |
| січ.–черв.20           | «Ейбар»                | ПД                     | 18        | 0         | КІ                 | 1                  | 0                  | -                    | -                    | -                    | -          | -          | -          | 19     | 0      |
| Усього за кар'єру      | Усього за кар'єру      | Усього за кар'єру      | 137       | 1         |                    | 18                 | 0                  |                      | 34                   | 1                    |            | 0          | 0          | 189    | 2      |

## Титули і досягнення
- Переможець Ліги Європи (3):

«Севілья»:  2013–14, 2014–15, 2015–16